# Heath (rzeka)
Heath (hiszp. Río Heath) – rzeka w Ameryce Południowej, w Boliwii i Peru, płynąca wzdłuż granicy boliwijsko-peruwiańskiej. Długość rzeki wynosi 217 km. Heath ma swoje źródło w Andach i uchodzi do rzeki Madre de Dios.